# Konkordat
För konkordat mellan schweiziska kantoner, se interkantonalt konkordat.
Konkordat (av latin concordare, "komma överens") är ett avtal mellan stat och kyrka (påvemakt). Det mest kända konkordatet är Lateranfördraget.
Även underordnade kyrkliga myndigheter, stiftsbiskoparna, som ingår avtal med staten, kan kalla dessa avtal för konkordat. Första gången ordet användes handlade det om överenskommelser om provisoriska reformåtgärder (capitula concordata). Dessa träffades på konciliet i Konstanz av kurian (påvestolen) med de fem nationerna:Italien, Spanien, Tyskland, Frankrike och England. Under 1800-talet betecknades konkordaten ofta som konventioner. De moderna konkordaten, som antagit formen av folkrättsliga fördrag, beslutas genom befullmäktigade ombud. Fördragen införlivas efter beslut i de berörda myndigheternas stats- respektive kyrkolag.

## Cirkumskriptionsbullor
En plats för sig intar de så kallade cirkumskripsionsbullorna. I åtskilliga konkordat finns bestämmelser om en territoriell omreglering av alla eller några bland de inom det av konkordatet berörda området belägna stiften. Denna omreglering brukar ske genom en särskild till konkordatet anknuten så kallade cirkumskriptions- eller avgränsningsbulla. Så åtföljdes det franska konkordatet av 1801 av bullan Qui Christi Domini vices den 29 november samma år och 1817 års bayerska konkordat av bullan Dei ac Domini nostri Jesu Christi den 1 april 1818. 
Ibland har emellertid den mellan staten och kyrkan ingångna överenskommelsen ansetts behöva avgränsas till själva stiftsregleringsfrågan, utan att man velat sluta ett regelrätt fördrag. I sådana fall har man gått till väga så att berörd stat, genom en skrivelse begärt en cirkumskriptionsbulla. När bullans innehåll fastställts i förhandlingar och offentliggjorts av påvestolen, har den av berörd statsmyndighet omedelbart publicerats som gällande lag.  Cirkumskriptionsbullor skapade på detta sätt kan, utifrån ett världsligt perspektiv, räknas bland konkordaten.

## Rättslig karaktär
Vad gäller konkordatens rättsliga karaktär har tre olika huvuduppfattningar gjort sig gällande: 
1. Flertalet rättslärda uppfattar dem som folkrättsliga eller kvasifolkrättsliga fördrag.
2. Några ultramontana författare (bland andra Louis de Bonald) har med utgångspunkt i läran om kyrkans företräde över staten, sökt göra gällande att konkordaten i själva verket inte kan uppfattas på annat sätt än som kyrkligt utdelade privilegier. Författarna menar att  kyrkan kan återkalla konkordaten närsomhelst, samtidigt som de förpliktelser staten åtagit sig kvarstår
3. Den så kallade legalteorins anhängare (bland andra Paul Hinschius), ser inte konkordatet som en bindande förberedelseakt till den rättsliga handlingen (den av staten utfärdade lagen) utifrån ett rättsligt perspektiv, som staten kan förändra på egen hand genom lagstiftning. Den äldre kyrkliga teorin om förhållandet mellan stat och kyrka erbjöd ingen förutsättning för tillkomsten av konkordat. Den betraktade staten som underordnad kyrkan, som verkställare av de kyrkliga myndigheternas vilja; överenskommelser med statsmyndigheter kunde då endast ha till ändamål, att närmare reglera formen för utövningen av deras tjänsteplikt gentemot kyrkan. Denna karaktär har också de förbindelser de tyska kungarna i början av 1200-talet avgav till påvestolen, utan att från dess sida få några medgivanden med hänsyn till de kyrkliga anspråken.

## Medeltiden
Som det tidigaste konkordatet – det betecknas av samtida författare med namnet "concordia" – ses det så kallade Wormskonkordatet (undertecknat den 23 september 1122), som avslutade den tyska investiturstriden. Här förelåg ömsesidiga medgivanden formulerade i två "privilegia", påvens och kejsarens, som likväl ej uttryckligen hänvisar till varandra. Först genom den kyrkliga oppositionen mot kurians centraliseringspolitik, och de medeltida nationalstaternas begynnande befästning, skapades i början av 1400-talet förutsättningarna för en verklig konkordatpolitik. 
Konkordaten har sitt ursprung i Konstanzkonsiliet. Då det visat sig ogörligt att åstadkomma en allmän och enhetlig kyrkoreformation, slöt kurian separata avtal med konsiliets fem olika nationer angående avskaffande av de värsta missbruken. De tyska och franska konkordaten bär datumet 2 maj 1418 och är avslutade för fem år, det engelska, daterat den 21 juli samma år, för all framtid; de italienska och spanska konkordaten, det senare av den 13 maj 1418, är mindre kända, men ansluter sig nära till det franska. Den mellan Eugenius IV och Baselkonsiliet upplågande striden gav upphov till nya konkordat. 
Genom de så kallade furstekonkordaten (februari 1447), sammanfattade i fem bullor, tillmötesgick påven furstarnas önskningar beträffande: 
- återinsättande av två avsatta ärkebiskopar
- hållande av ett nytt konsilium
- erkännande av Konstanzkonsiliet och dess beslut, särskilt dekretet Frequens
- baseldekreten.

Vad gäller Baseldekreten antogs de med det hemliga tillägget, att dessa eftergifter ej fick strida mot de heliga fädernas lära eller orsaka påvestolen skada. Under Eugenius IV:s efterträdare, Nikolaus V, bekräftade de i Aschaffenburg församlade furstarna de nämnda överenskommelserna (juli 1447), och den 17 februari 1448 kom med Wienkonkordatet den slutgiltiga uppgörelsen, som bland annat uppgav Baseldekreten rörande reservationer och annater och i stället återgick - med åtskilliga modifikationer visserligen - till Konstanzkonkordatets stadganden. 
Även med Savojen och Neapel avslöt Nikolaus konkordat. Med Frans I av Frankrike, där genom den pragmatiska sanktionen i Bourges[1438 Baselkonsiliets reformdekret påbjudits som lag, avslöt Leo X den 18 augusti 1516 ett konkordat, som i det hela överensstämmer med de nämnda tyska från 1447 och 1448 och innebar ett uppgivande av pragmatiska sanktionen.

## 1500-1700-talen
Bland överenskommelser från 1500-talet märks sådana mellan kurian och Karl V den 6 september 1523 och den 14 december 1529. Från 1600-talet är att anteckna ett konkordat av 1630 mellan Urban VIII och Ferdinand II angående de kyrkliga förhållandena i Böhmen, ävensom det spanska konkordat av 1640, som bär nuntien Cesare Fachinettis namn. Från 1700-talet finns konkordat med Sardinien 1727, 1741, 1742, 1750 och 1770, med Sicilien 1741, med Milano 1757 och 1784, med Polen 1736, med Spanien 1717 (vilket aldrig kom till utförande), 1723, 1737 och 1753 samt med Portugal 1778.

## 1800-talet
Främst bland 1800-talets många konkordat så till tiden som betydelsen står det franska av den 15 juli 1801. Dess viktigaste bestämmelser är följande. Den romersk-katolska läran erkändes som flertalet fransmäns religion, vilken fritt och med offentlig kult skulle få utövas. Stiftens antal skulle minskas, församlingarna omregleras. Biskoparna skulle utnämnas av och avlägga ed till förste konsuln. Det lägre prästerskapet skulle utnämnas av biskoparna med regeringens samtycke. Kyrkan avsade sig anspråken på sina under revolutionen försålda gods, men biskopar och präster tillförsäkrades skäligt underhåll av staten. 
Konsularregeringen övertog med viss inskränkning den förra regeringens rättigheter och prerogativ gentemot kurian. Konkordatet ratificerades av påven i bullan Ecclesia Christi den 13 augusti 1801, ratifikationerna utväxlades 10 september samma år. Bestämmelserna publicerades jämte ett antal "organiska artiklar" i lag av den 8 april 1802. Dessa organiska artiklar, som hävdar statens överuppsiktsrätt över kyrkan, erkändes aldrig av kurian; ratifikationsbullan samt den ovannämnda cirkumskriptionsbullan publicerades den 9 april 1802. Den 19 april godkändes dessa publiceringar och förordnades om deras införande i republikens lagsamling. Det så kallade Fontainebleaukonkordatet av den 25 januari 1813, av Napoleon publicerat som lag den 13 februari samma år, har av påven aldrig erkänts annat än som en preliminärtraktat samt av honom uttryckligen återkallats. 
Det mellan Pius VII och Ludvig XVIII den 11 juni 1817 avslutade konkordatet, som bland annat återställde 1516 års konkordat, mötte motstånd hos kamrarna och blev därför av regeringen återtaget. Därefter gällde 1801 års konkordat, tills det upphävdes genom lagen av den 9 december 1905 rörande skilsmässa mellan stat och kyrka. Efter mönster av 1801 års franska konkordat avslöts den 16 september 1803 ett konkordat med italienska republiken, varigenom katolicismen erkändes som statsreligion, övriga italienska konkordat under 1800-talet är de med Sardinien 1817, 1836 och 1841, de med Neapel 1818 och 1834 samt med Toscana 1851. 
I Tyskland hade genom riksdeputationshuvudbeslutet den 25 februari 1803 den gamla kyrkliga organisationen fallit sönder. Påven hoppades först kunna reorganisera den tyska kyrkan genom ett rikskonkordat. Då detta misslyckades inledde han genom kardinal della Genga, likaledes utan resultat, underhandlingar med flera enskilda tyska stater. På Wienkongressen fordrade Consalvi återställande med vissa jämkningar av status quo ante, men måste nöja sig med att genom en högtidlig protest förbehålla kurian alla dess rättigheter. 
Pius VII ville nu först inleda förhandlingar med Tyska förbundet, men redan i början av 1816 inlät han sig i separata förhandlingar med Bayern, som den 5 juni 1817 ledde till aslutandet av ett konkordat i huvudsaklig överensstämmelse med kurians önskningar. Enligt överenskommelsens första artikel tillförsäkrades den katolska kyrkan i Bayern "alla rättigheter och prerogativ, som tillkommer henne enligt Guds anordning och de kanoniska bestämmelserna". Då konkordatet 26 maj 1818 publicerades som statslag genom ediktet om konungariket Bayerns rättsförhållanden med avseende på religionen och kyrkliga föreningar, behandlades dess bestämmelser som gällande blott för rikets katoliker i avseende på deras kyrkas inre förhållanden. Härom utspann sig en strid mellan kontrahenterna, och först 8 september 1821 publicerades den bayerska cirkumskriptionsbullan. 
I Preussen umgicks man med planer på konkordatsunderhandlingar, men beslöt sedan i stället att inskränka sig till anhållan om en cirkumskriptionsbulla. En sådan negocierades av Niebuhr och utfärdades den 16 juli 1821 under namnet De salute animarum. Den sanktionerades med förbehåll av alla majestätsrättigheter genom en kabinettsorder av 23 augusti samma år Hannover åter förde verkligen under åtskilliga år från 1817 underhandlingar om ett konkordat, men då det visade sig omöjligt att uppnå enighet, nöjde man sig med en cirkumskriptionsbulla, Impensa Romanorum pontificum, utfärdad 26 mars 1824 och 20 maj samma år publicerad som lag. Några av de övriga tyska staterna, nämligen Württemberg, Baden, hertigdömet Nassau, storhertigdömet Hessen och Kurhessen samt Frankfurt am Main, fick efter många och långa underhandlingar med kurian till stånd de båda cirkumskriptionsbullorna Prorida sollersque av den 16 augusti 1821 och Ad dominici gregis custodiam av den 11 april 1827. 
De av Württemberg och Baden den 8 april 1857 respektive den 28 juni 1859 avslutade, av båda parterna publicerade, konkordaten lyckades aldrig vinna folkrepresentationernas bifall och fick därför förfalla. Österrike öppnade 1853 underhandlingar, som från regeringens sida fördes av kardinal Rauscher och ledde till ett 18 augusti 1855 dagtecknat konkordat, som för kyrkan var ännu mycket mera gynnsamt än det bayerska. Efter att faktiskt ha åsidosatt ett flertal av konkordatets bestämmelser genom 1867 års författning samt 1868 års äktenskaps- och skollagar uppsade österrikiska regeringen efter ofelbarhetsdogmens fastställande definitivt konkordatet 1870.
Med Spanien slöts – sedan en föregående uppgörelse från 1845 förblivit oratificerad – ett för kyrkan ytterligt förmånligt konkordat den 16 mars 1851, ytterligare bekräftat genom en ny uppgörelse 1859. Med Portugal ingicks ett konkordat den 23 juni 1886. Av övriga konkordat från 1800-talet kan nämnas konkordatet med Belgien 18 juni 1827, med vissa schweiziska kantoner rörande upprättande av biskopsdömena Basel och S:t Gallen den 26 mars 1828 och den 7 november 1845, med Montenegro den 18 oktober 1886 samt med Ryssland den 3 augusti 1847 och den 23 december 1882, vilka båda dock stannade på papperet. Dessutom slöts ha särskilt under 1850- och 1860-talen ett stort antal konkordat med stater i Syd- och Centralamerika.

## 1900-talet
Genom lateranfördraget med Italien 1929 upprättades Vatikanstaten.

## Konkordatsamlingar
Den fullständigaste samlingen av hithörande äldre handlingar är Vincenzo Nussis Conventiones de rebus ecclesiasticis inter sanctam sedem et civilem potestatem variis formis initae (1870).